# Бобов-Дол
Бо́бов-Дол (болг. Бобов дол) — місто в Кюстендильській області Болгарії. Адміністративний центр общини Бобов-Дол.

## Населення
За даними перепису населення 2011 року у місті проживали 5737 осіб.
Національний склад населення міста:
| Національність   | Кількість осіб | Відсоток |
| ---------------- | -------------- | -------- |
| болгари          | 5067           | 93,1%    |
| цигани           | 283            | 5,2%     |
| турки            | 43             | 0,8%     |
| інша             | 25             | 0,5%     |
| не визначились   | 27             | 0,5%     |
| Всього відповіли | 5445           |          |

Розподіл населення за віком у 2011 році:
Динаміка населення: